# Imperial Cidade

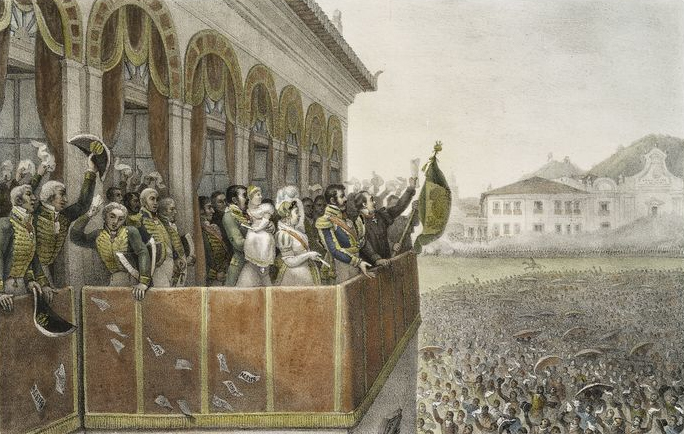
Aclamación de Don Pedro I, por Debret. La adhesión al "Día do Fico" fue el motivo inicial para la concesión de títulos a las localidades que habían demostrado su lealtad al Imperio. Río de Janeiro fue la primera ciudad honrada con el título de Muy Leal y Heroica.

Imperial Cidade o Cidade Imperial (en español: "Imperial ciudad" o "Ciudad imperial") era un título conferido por el emperador del Brasil por decreto imperial a algunos centros urbanos durante la etapa imperial. Tal honor era concedido en reconocimiento a servicios prestados al país o al emperador. La ciudad podría gozar de tal honor de manera perpetua y pasaba a ser llamada sí en documentos oficiales. Además del de "Imperial Cidade", era facultad del emperador otorgar otros títulos tales como "Fidelíssima" (en español: "Fidelísima") o "Nobre e Muito Leal" (en español: "Noble y muy leal").
De acuerdo con el artículo 72, párrafo 2, de la Constitución de 1891, todos los títulos y honores de nobleza se extinguieron Sin embargo, algunas ciudades mantuvieron sus antiguos títulos honoríficos en escudos y otros símbolos municipales incluso durante la República. Cabe señalar, por tanto, que la Constitución de 1891 fue prácticamente derogada por la Revolución de 1930 y quedó completamente derogada por la Constitución de 1934. Su equivalente actual sería el título de "Capital Nacional Temática" conferido por el Congreso Nacional de Brasil mediante ley federal.

## Ciudades imperiales

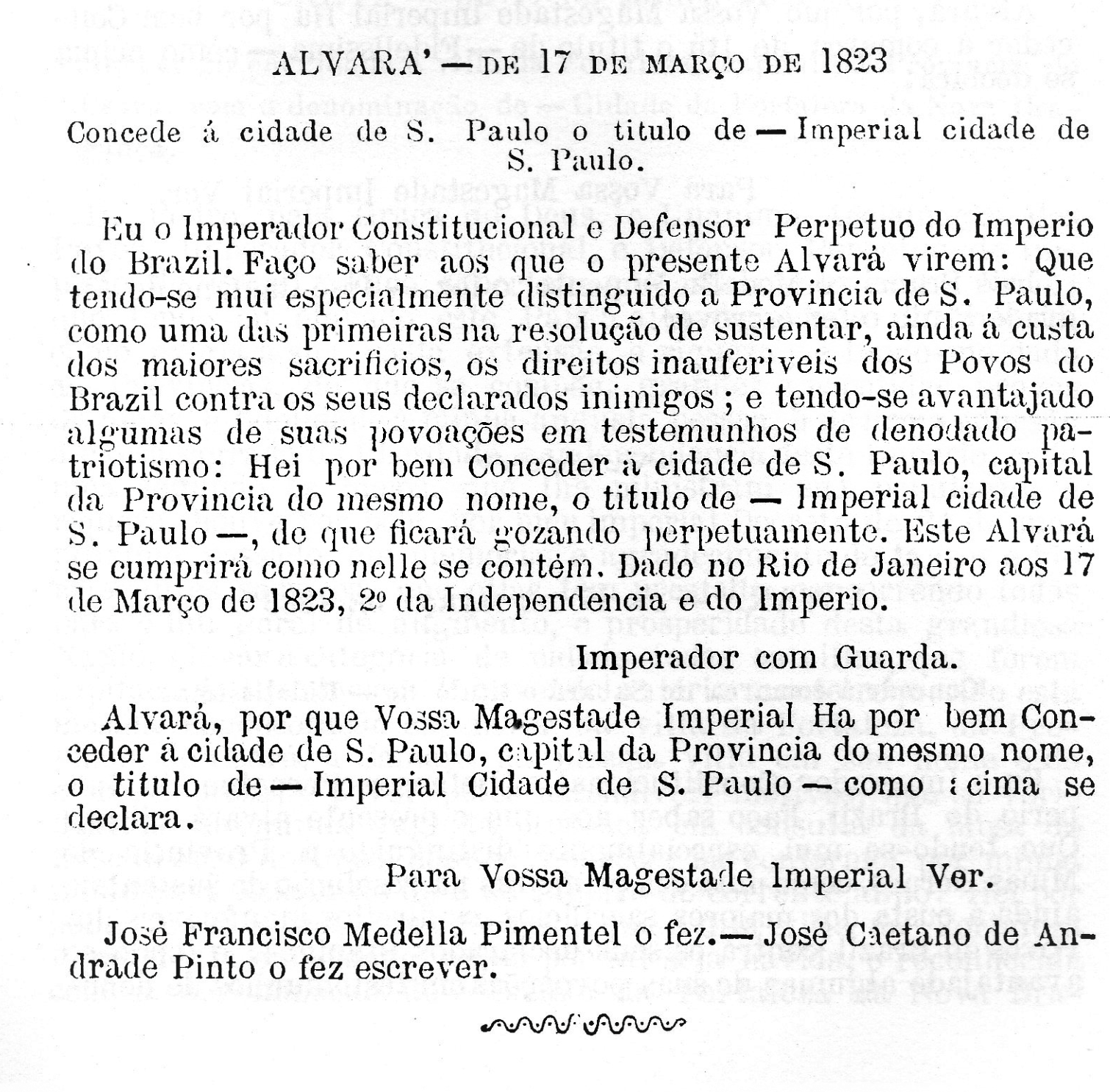
Carta del 17 de marzo de 1823, por la cual Pedro I concede a São Paulo el título de Imperial Cidade.

- São Paulo - por decreto de 24 de febrero de 1823 y carta de 17 de marzo del mismo año,[1] por la rápida adhesión de la provincia de São Paulo a la causa de la Independencia.
- Vila Rica - por decreto de 24 de febrero de 1823 y carta de 17 de marzo del mismo año[1], que en adelante se llamará "Ouro Preto", por la rápida adhesión de la provincia de Minas Gerais a la causa de la Independencia.
- Montevideo - por carta del 15 de abril de 1825.[6] Pocos meses después, Uruguay se separó de Brasil, el 25 de agosto de 1825.
- Niterói - por decreto Nº 93, de 22 de agosto de 1841.[7]
- São Luís do Paraitinga - por decreto de 11 de junio de 1873,[8] durante una visita del rey Pedro II a la ciudad. En la misma ocasión, Manuel Jacinto Domingues de Castro recibió el título de barón de Paraitinga.

## Haciendas imperiales

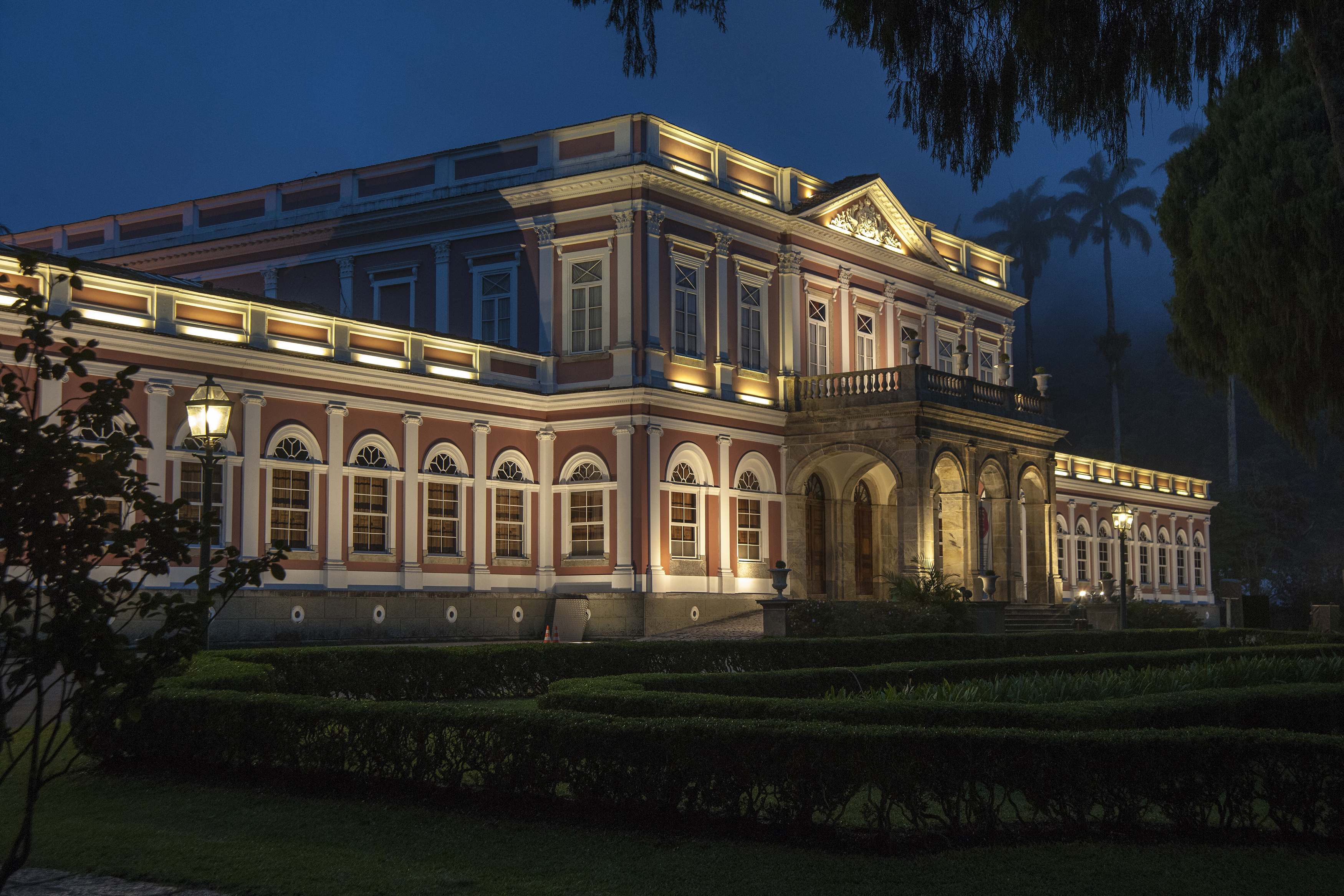
Palacio Imperial, Petrópolis. A pesar de ser, actualmente, conocida como "Cidade Imperial" (en español: "Ciudad imperial"), Petrópolis no fue titulada de esa manera durante el Imperio.

Las haciendas imperiales eran las propiedades rurales pertenecientes a la familia imperial. Enormes latifundios, sus áreas fueron progresivamente colonizadas dando lugar a núcleos urbanos que aún existen en la actualidad.
- Petrópolis - sólo en calidad de Hacienda Imperial y residencia de verano de la Familia Imperial, con motivo del decreto Nº 155, de 16 de marzo de 1843. Sólo el 26 de marzo de 1981 recibió realmente el título de Ciudad Imperial de forma simbólica, durante el gobierno de João Figueiredo, por decreto presidencial Nº 85.849, de 27 de marzo de 1981.[9][10][11]
- Vassouras - como Hacienda Imperial y centro cafetalero del Valle del Paraíba durante el Imperio.
- Fazenda Imperial de Santa Cruz - primero como propiedad rural privada de la familia de Bragança (rama brasileña), y posteriormente donada al Imperio.

## Muy leal y heroica
- São Sebastião do Rio de Janeiro - por carta imperial de 9 de enero de 1823 y carta de 17 de marzo del mismo año[1], por el apoyo de la población carioca a la decisión del entonces príncipe regente, D. Pedro de Alcântara, de permanecer en Brasil el 9 de enero de 1822, fecha conocida posteriormente como Dia do Fico.

## Fidelíssima
- Comarca de Itu - por decreto de 24 de febrero de 1823 y carta de 17 de marzo del mismo año[1]. Hubo una lucha por el poder entre dos grupos que formaban parte de la Junta de Gobierno de São Paulo de 1822: por un lado, el visconde de Aracati, presidente de la junta, y el coronel Francisco Inácio de Sousa Queirós; por otro, los hermanos José Bonifácio y Martim Francisco Ribeiro de Andrada. El 23 de mayo de 1822[12] Aracati llegó a reclutar una milicia local para desalojar a los Andrada del poder provincial y expulsarlos de la capital paulista. Itu se proyectó como centro regional de lealtad al príncipe regente, junto con Sorocaba y Campinas, oponiéndose a lo que se conocería como Bernarda de Francisco Inácio al negarse a enviar tropas a la milicia de Aracati.[13] Los ánimos sólo se calmaron con la visita de Pedro a la región el 26 de agosto de 1822, cuando destituyó al gobierno provisional de Aracati. Menos de un mes después, D. Pedro dio el Grito do Ipiranga el 7 de septiembre de 1822.
- Comarca de Sabará - por decreto de 24 de febrero de 1823 y carta de 17 de marzo del mismo año[1], por la rápida adhesión de la provincia de Minas Gerais a la causa de la Independencia.

## Nobles y Muy Leales
- Vila de Barbacena - por decreto de 24 de febrero de 1823 y carta de 17 de marzo del mismo año[1], por ser la primera villa de Minas Gerais en apoyar la decisión del entonces Príncipe Regente Pedro de Alcântara de permanecer en Brasil, en el Día do Fico, en carta enviada dos días después, 11 de enero de 1822, por el ayuntamiento de Barbacena. En la misma carta se ofrecía la ciudad como nueva capital del Imperio Portugués.[14]

## Muy Heroica
- Vila de São José do Norte - por decreto Nº 91, de 31 de julio de 1841[7], debido a la resistencia de la guarnición municipal contra los rebeldes de la Revolución Farroupilha, el 15 de julio de 1840. Por el mismo motivo se concedió una medalla de la Orden Imperial de la Cruz al Batallón Nº 2 de Cazadores de Línea.

## Leal y Valiente
- Porto Alegre - por decreto nº 103 de 19 de octubre de 1841,[7] debido a la resistencia del pueblo de Porto Alegre contra los rebeldes de la Revolución Farroupilha del 15 de julio de 1836. Actualmente, en el escudo municipal, el título se escribe con el arcaísmo Valerosa debido a las preferencias de dos personas: José Joaquim Afonso Alves, secretario del Ayuntamiento que, hasta que dejó el cargo en 1942, inscribió la palabra en la apertura de las actas de la legislatura municipal; y Walter Spalding, historiador local que escribió el libro Leal e Valerosa Cidade de Porto Alegre e influyó en la definición del escudo en la década de 1950.[15] El arcaísmo también aparece en el himno de la ciudad.[16][17]

## Blasones que hacen referencia a títulos

El escudo de Niterói honra a D. Pedro II, que elevó la entonces capital de Río de Janeiro a la categoría de Ciudad Imperial.
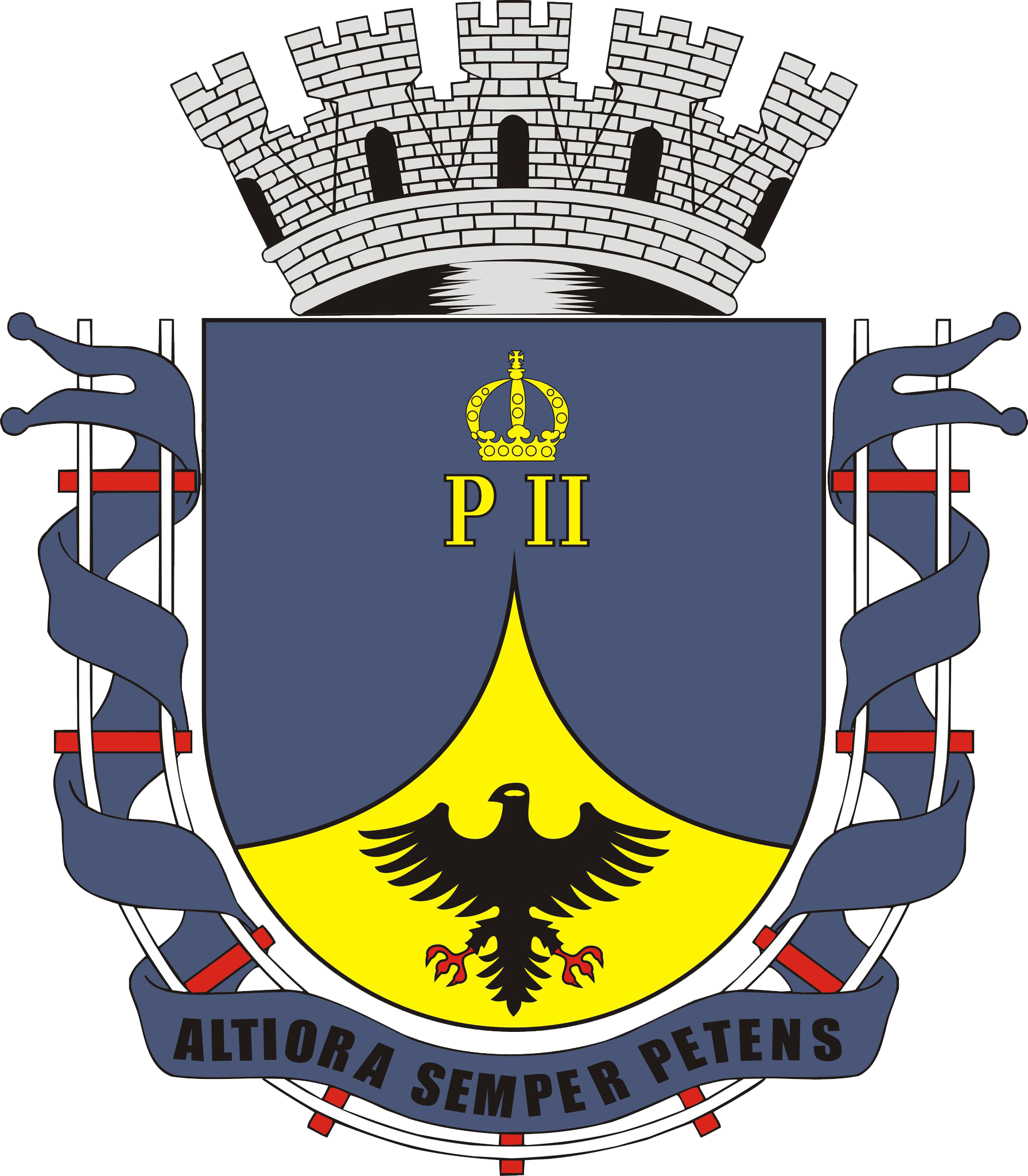
El escudo de Petrópolis honra a D. Pedro II.
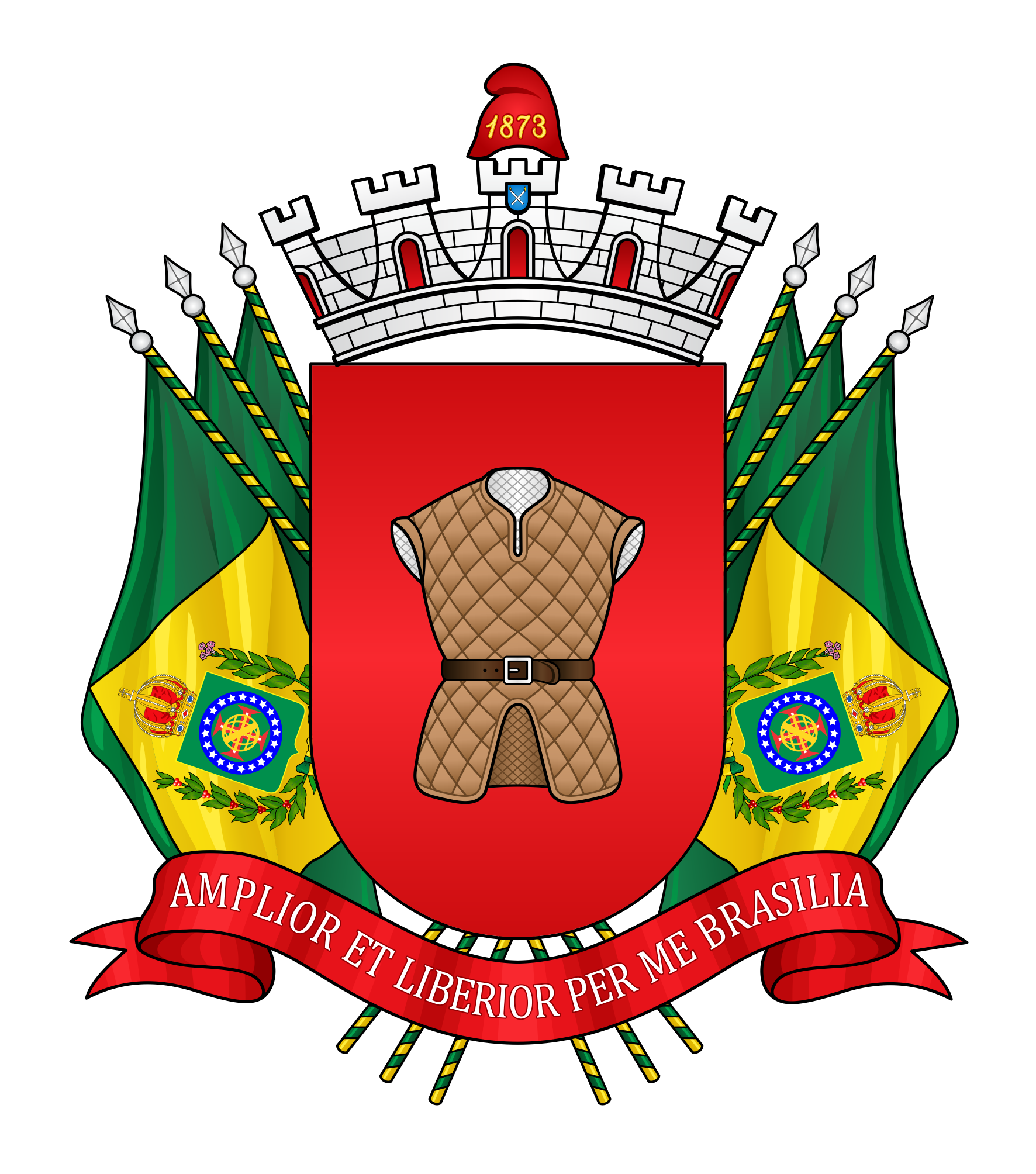
El escudo de Itu honra al Imperio.
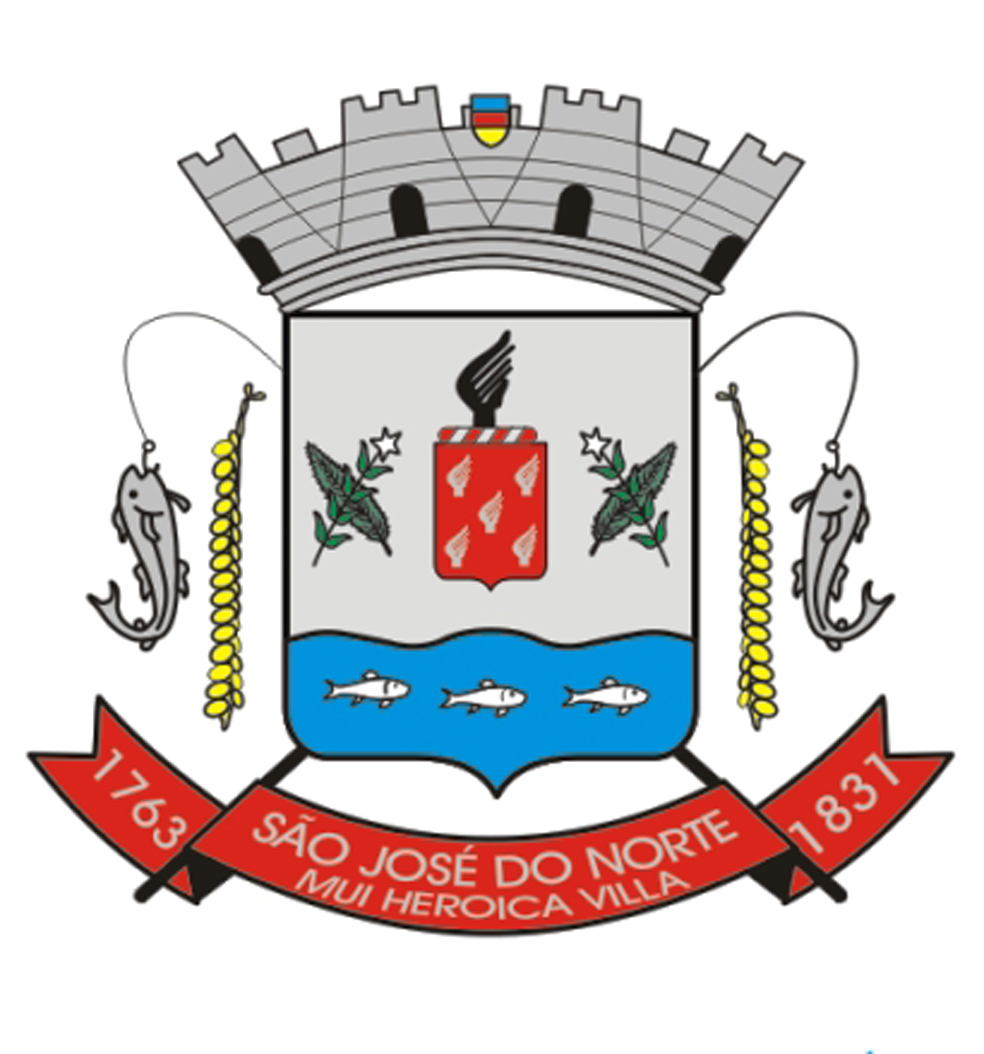
El escudo de São José do Norte menciona el título de Muy Heroico.
El escudo de Porto Alegre menciona el título de Leal y Valiente.